# Gabestok
Gabestokken var et strafferedskab, der blev anvendt både i Danmark og internationalt fra 1400-tallet til midten af 1800-tallet. Det var en fysisk afstraffelse, som indebar offentlig ydmygelse og hæmning af bevægelsesfrihed. Gabestokken var ikke beregnet til tvangsforanstaltning eller til pinligt forhør.
Stedet for soningen var i almindelighed et befærdet sted som byens torv eller foran kirken, men også herregårde kunne have en gabestok.

## Beskrivelse
Gabestokken bestod af en pæl ("stokken") hvortil var fæstet en lænke med halsjern. Nogle steder var stokken kombineret med andre strafferedskaber.
Mange opfatter gabestokken som stokken. En to-delt bjælke eller træplader med hængsel i den ene ende og lås i den anden. Den var udformet med to halvmåneformede huller til at fastlåse benene.
En anden variation var fedelen der ligesom stokken var træplader med beslag, men her til fastholdelse af arme og fødder.
Gabestokken kunne være rammet ned i jorden eller være fæstnet til en mur. Midt i 1500-tallets København var der gabestokke på Nørregade, Vestergade og Amagertorv – torvepladsernes grænser. Senere fik også Nytorv en gabestok. Antallet af gabestokke voksede med Christian VI's helligdagsordning, der befalede bønder og deres husstand at møde til gudstjeneste hver helligdag.

## Anvendelse i Danmark
Gabestokken var et populært redskab hos autoriteterne i begyndelsen af middelalderen (kilder nævner fra 1100-tallet) til den industrielle tids begyndelse. Straffen bestod i den offentlige ydmygelse og ikke mindst udsættelsen for pøbelens hån. Derfor lever gabestokken videre i sproget – som folkelig betegnelse for udlevering til almen spot og spe.
De gabestokke, der er bevaret i Danmark, har deres oprindelse i hellidagsordningen af 26. september 1735, hvorefter menigheden havde påbud om at komme til gudstjeneste i kirken. En anden brug var at håndhæve den offentlige orden for overtrædere, der havde gjort sig skyldige i torveuorden. Det skete tit. Fiskekonerne og rejekællingerne på Gammel Strand i København var berygtet var for deres klammerier.
Man kunne blive dømt til gabestok op til tre dage: Nogle timer for- og eftermiddag, så den dømte kunne passe sit arbejde. På helligdage en time før og efter gudstjenesten.
Med straffen fulgte undertiden piskning og fængsel. Men pøblens og gadedrenges forhånelser eller håndgribeligheder var straffens vigtigste del. Men folkestemningen kunne vende, så synderens hat blev fyldt med småpenge, medens han stod der.
Forseelserne, der afsonedes således, var mangeartede.
I kong Christian IV's tid var det bysvendene pålagt, at de skulle sætte folk i gabestok, hvis de bandede og sværgede, tappede øl under højmesse eller arbejdede under prædiken. Bortset fra det sidste var det anset for bagateller, men da bysvendene blev betalt fire skilling for hver, de "satte på pælen", var den bestandig optaget.
Tyve udstilledes sammen med deres tyvekoster, men der kom også vægtere og skarn-agere (skraldemænd) på den, "onde kvinder", ruffersker og prostituerede, folk, der "krængede hunde" og solgte dem for råbukke.
Værre blev det i Danmark efter Christian VI's helligdagsanordninger, der befalede bønder og deres husstand at søge kirken hver helligdag.
Indfandt de sig ikke, var de pligtige at bøde tre lod sølv. Men hvis pengene udeblev, blev de sat i gabestokken.
På samme måde gik det bønderne efter reskript af 24. oktober 1739, hvis de havde budt mere end fem par faddere til barnedåb, samt piger, der fødte uden for ægteskab.
I Spøttrup gabestok sattes de, der ikke gik til alters to gange om året.
1851 stod gabestokken endnu på Nordbys torv på Samsø, og i mands minde (1920) har bylaget af egen magt sat tyveknægte i den.
1864 sås den endnu ved mellemslesvigske klokkehuse, ved kirkerne og på et af Flensborgs torve.
Fra danske kirkelofter er eksemplarer fremdragne, som nu bevares på Nationalmuseet.

## International anvendelse
I England kendes navnene på en række forfattere, der sattes i gabestokken for deres skrifter, når de ikke stemte med magthavernes politiske meninger, og de delte skæbne med de boghandlere, der havde solgt skrifterne.
I Danmark er gabestokken ikke afskaffet ved lov; i Norge ved lov af 17. maj 1848.
I England havde gabestokken (pillory) form af en pæl, der bar en lodret stående træflade, i mandshøjde delt i to af en vandret midterlinje, der gik som diameter gennem indsavede huller til hoved og hænder. Øverste halvdel kunne lukkes op for at fiksere de nævnte legemsdele i hullerne.
I Frankrig skelnede man mellem carcan, halsjern, der lignede den danske gabestok, og pilori, en maskine, der var anbragt i et mangekantet tårn. I et rum hævet over den ydre jordoverflade var i bygningens sider anbragt dørlignende åbninger. Gulvet var en drejeskive, på hvilken var anbragt stokke, hvortil de dømte på hænder og fødder var lænket i siddende stilling. Medens drejeskiven gik rundt, viste de lænkede efterhånden sig i alle tårnets åbninger og passerede desuden forbi bøddelen, der piskede dem. Straffen kendes fra litteraturen i 1100-tallet og blev afskaffet 1832.